# Luiziana
Luiziana là một đô thị thuộc bang Paraná, Brasil. Đô thị này có diện tích 908,604 km², dân số năm 2007 là 7380 người, mật độ 6,8 người/km².